# Tour der walisischen Rugby-Union-Nationalmannschaft nach Argentinien 1999
| Tour der Waliser nach Argentinien 1999 | Tour der Waliser nach Argentinien 1999 | Tour der Waliser nach Argentinien 1999 | Tour der Waliser nach Argentinien 1999 | Tour der Waliser nach Argentinien 1999 |
| Übersicht                              | S                                      | G                                      | U                                      | N                                      |
| -------------------------------------- | -------------------------------------- | -------------------------------------- | -------------------------------------- | -------------------------------------- |
| Test Matches                           | 2                                      | 2                                      | 0                                      | 0                                      |
| Sonstige Spiele                        | 3                                      | 1                                      | 0                                      | 2                                      |
| Gesamt                                 | 5                                      | 3                                      | 0                                      | 2                                      |
|                                        |                                        |                                        |                                        |                                        |
| Argentinien                            | 2                                      | 2                                      | 0                                      | 0                                      |

Die Tour der walisischen Rugby-Union-Nationalmannschaft nach Argentinien 1999 umfasste eine Reihe von Freundschaftsspielen der walisischen Rugby-Union-Nationalmannschaft. Sie reiste von Ende Mai bis Mitte Juni 1999 durch Argentinien und bestritt während dieser Zeit fünf Spiele. Darunter waren zwei Test Matches gegen die argentinische Nationalmannschaft, die beide mit walisischen Siegen endeten. Hinzu kamen drei Spiele gegen Auswahlteams, bei denen ein Sieg und zwei Niederlagen resultierten.

## Spielplan
- Hintergrundfarbe grün = Sieg
- Hintergrundfarbe rot = Niederlage

(Test Matches sind grau unterlegt; Ergebnisse aus der Sicht von Wales)
| # | Datum         | Gegner                         | Ort          | Stadion                           | Ergebnis |
| - | ------------- | ------------------------------ | ------------ | --------------------------------- | -------- |
| 1 | 29. Mai 1999  | Unión de Rugby de Buenos Aires | Buenos Aires | Buenos Aires Cricket & Rugby Club | 29:31    |
| 2 | 01. Juni 1999 | Unión de Rugby de Tucumán      | Tucumán      | Estadio Monumental José Fierro    | 69:44    |
| 3 | 05. Juni 1999 | Argentinien                    | Buenos Aires | Estadio Ferro Carril Oeste        | 36:26    |
| 4 | 08. Juni 1999 | Argentinien A                  | Rosario      |                                   | 34:47    |
| 5 | 12. Juni 1999 | Argentinien                    | Buenos Aires | Estadio Ferro Carril Oeste        | 23:16    |

## Test Matches
| 5. Juni 1999 15:30 ART | Argentinien                                                                   | 26 : 36         | Wales | Estadio Ferro Carril Oeste Zuschauer: 16.500 Schiedsrichter: Brian Campsall (England) |
| 5. Juni 1999 15:30 ART | Versuche: Bartolucci Quesada Erhöhungen: Quesada (2) Straftritte: Quesada (4) | (23:10) Bericht | Versuche: James Sinkinson Wyatt Erhöhungen: N. Jenkins (3) Straftritte: N. Jenkins (4) Dropgoals: Howarth | Estadio Ferro Carril Oeste Zuschauer: 16.500 Schiedsrichter: Brian Campsall (England) |

Aufstellungen:
- Argentinien: Diego Albanese, Alejandro Allub, Lisandro Arbizu, Octavio Bartolucci, Pablo Camerlinckx, Ignacio Fernández Lobbe, Roberto Grau, Ezequiel Jurado, Rolando Martín, Federico Méndez, Agustín Pichot, Gonzalo Quesada, Mauricio Reggiardo, Eduardo Simone, Pedro Sporleder  
 Auswechselspieler: Omar Hasan, Gonzalo Longo, Lucas Ostiglia
- Wales: Allan Bateman, Colin Charvis, Ben Evans, Shane Howarth, Rob Howley , Dafydd James, Garin Jenkins, Neil Jenkins, Craig Quinnell, Scott Quinnell, Matthew Robinson, Peter Rogers, Brett Sinkinson, Mark Taylor, Chris Wyatt 
 Auswechselspieler: Andrew Lewis, Dai Young

| 12. Juni 1999 15:30 ART | Argentinien                                                    | 16 : 23        | Wales                                                                  | Estadio Ferro Carril Oeste Zuschauer: 20.000 Schiedsrichter: Chris White (England) |
| 12. Juni 1999 15:30 ART | Versuche: Orengo Erhöhungen: Cilley Straftritte: Contepomi (3) | (9:11) Bericht | Versuche: G. Jenkins Straftritte: N. Jenkins (5) Dropgoals: N. Jenkins | Estadio Ferro Carril Oeste Zuschauer: 20.000 Schiedsrichter: Chris White (England) |

Aufstellungen:
- Argentinien: Diego Albanese, Lisandro Arbizu, Octavio Bartolucci, Gonzalo Camardón, Felipe Contepomi, Ignacio Fernández Lobbe, Roberto Grau, Gonzalo Longo, Rolando Martín, Federico Méndez, José Orengo, Agustín Pichot, Mauricio Reggiardo, Miguel Ruiz, Pedro Sporleder  
 Auswechselspieler: Alejandro Allub, José Cilley, Omar Hasan, Mario Ledesma, Lucas Ostiglia
- Wales: Allan Bateman, Ben Evans, Shane Howarth, Rob Howley , Dafydd James, Garin Jenkins, Neil Jenkins, Geraint Lewis, Craig Quinnell, Scott Quinnell, Peter Rogers, Brett Sinkinson, Mark Taylor, Gareth Thomas, Chris Wyatt 
 Auswechselspieler: Jonathan Humphreys, Andrew Lewis, Dai Young